# Белла Сімс
Арабелла Сімс (англ. Arabella Sims; нар. 25 травня 2005) — американська плавчиня, срібна призерка Олімпійських ігор 2020 року.

## Кар'єра
У 2021 році, під час американського олімпійського відбору, спортсменка показала п'ятий час на дистанції 200 метрів вільним стилем та кваліфікувалася на Олімпійські ігри в Токіо.
28 липня відбувся дебют американки на Олімпійських іграх. Вона проплила у попередньму етапі естафети 4x200 метрів вільним стилем. Плавчиня виступила на першому етапі та допомогла команді кваліфікуватися у фінальний заплив із другим часом. У фіналі, що відбувався наступного дня Белла участі не брала, але команда у складі Еллісон Шмітт, Пейдж Мадден, Кейті Маклафлін та Кейті Ледекі зуміла виграти срібні медалі. Американкам вдалося встановити новий рекорд Америки (7:40.73), але вони поступилися збірній Китаю, яка перемогла з новим світовим рекордом (7:40.33). Белла Сімс, згідно з регламентом змагань, також отримала срібну медаль.

## Виступи на Олімпійських іграх
| Олімпіада  | Дисципліна                           | Час     | Місце |
| ---------- | ------------------------------------ | ------- | ----- |
| Токіо 2020 | естафета 4x200 метрів вільним стилем | 7:47.57 | 2     |